# Corupția în Somalia
Corupția din Somalia se referă la nivelurile de corupție raportate în sectorul public și privat din Somalia, conform metricilor oficiale, măsurilor anticorupție destinate abordării acestor probleme, precum și schimbărilor politice și structurale din guvern care afectează transparența. Din cauza lipsei raportate de responsabilitate în gestionarea și cheltuirea fondurilor publice de către Guvernul Federal de Tranziție, în 2011 a fost înființată o Comisie Federală Anticorupție, menită să descurajeze și să elimine corupția. Conform Indicelui de percepție a corupției din 2023 al Transparency International, Somalia a obținut un scor de 11 pe o scară de la 0 („foarte corupt”) la 100 („necorupt”). În clasament, Somalia a ocupat ultimul loc (180) dintre cele 180 de țări incluse, fiind percepută ca având cel mai corupt sector public. Spre comparație, cel mai bun scor global a fost 90 (locul 1), scorul mediu a fost 43, iar cel mai slab scor a fost cel al Somaliei, 11 (locul 180). La nivel regional, scorul mediu în Africa sub-sahariană a fost 33. Cel mai mare scor din regiune a fost 71, iar cel mai mic, cel al Somaliei, 11.
În 2012, reprezentanții somalezi și partenerii internaționali au convenit să stabilească un comitet mixt de gestionare financiară pentru a asigura transparența în administrarea fondurilor guvernamentale și ale donatorilor. Sectorul public a fost complet reformat la mijlocul anului 2012, odată cu sfârșitul perioadei de tranziție și cu înființarea Guvernului Federal al Somaliei.
În 2013, guvernul federal somalez a anunțat lansarea unei Politici de Management al Finanțelor Publice (PFMP), menită să sporească transparența, acuratețea și eficiența sistemului financiar public și să întărească capacitatea de livrare a sectorului financiar guvernamental. În 2014, a fost înființat un comitet parlamentar de finanțe, care supraveghează toate tranzacțiile de retragere din Banca Centrală. De asemenea, a fost adoptată o Lege privind achizițiile publice, concesiunile și eliminarea activelor, iar Oficiul Auditorului General (OAG) a fost înființat pentru a audita toate instituțiile guvernamentale. Guvernul a început să utilizeze și un sistem gratuit de recuperare a activelor, susținut de UNODC și Banca Mondială, și a lansat simultan o campanie de conștientizare publică anticorupție.

## Guvernul de coaliție

### Prezentare generală
Corupția a fost considerată o problemă răspândită în timpul scurtei perioade de funcționare a guvernului de coaliție al Somaliei. Administrația unită a fost formată în 2008, în urma unei conferințe mediate de ONU în Djibouti, între reprezentanții Guvernului Federal de Tranziție al Somaliei (TFG) și Alianța Moderată pentru Reeliberarea Somaliei  (ARS). Acordul încheiat prevedea extinderea parlamentului la 550 de locuri pentru a include noii membri ARS.
La scurt timp după aceea, Transparency International a clasat Somalia pe ultimul loc în Indicele de Percepție a Corupției, care măsoară nivelul corupției percepute în sectorul public al unei țări. Un raport al Băncii Mondiale din 2012 a susținut că aproximativ 130 de milioane de dolari, adică 68% din fondurile primite de guvernul de coaliție în perioada 2009-2010, nu erau justificate.
Un document din 2011, pregătit de Unitatea de Management Financiar Public (organism guvernamental somalez responsabil de gestionarea fiscală), a sugerat că peste 70 de milioane de dolari, reprezentând plăți în numerar din partea țărilor donatoare arabe au dispărut în aceeași perioadă. Bazat în mare parte pe interviuri cu politicieni din Mogadishu raportul estima că suma totală nejustificată, inclusiv veniturile interne, ar fi fost de 300 de milioane de dolari. Pe de altă parte, fondurile provenite din Occident, destinate nominal inițiativelor de securitate și servicii sociale, erau direcționate în principal către agenții de ajutor, ajungând foarte puțin la autoritățile somaleze. Ministrul de Finanțe de atunci, Hussein Halane, a afirmat că, deși contribuțiile externe erau depozitate de regulă în Banca Centrală a Somaliei, unele sume fuseseră cheltuite pentru cheltuieli legitime și documentate.
Un raport al Grupului de Monitorizare al ONU pentru Somalia și Eritreea (SEMG), publicat în iulie 2012, a susținut din nou că, între 2009 și 2010, aproximativ 70% din fondurile destinate dezvoltării și reconstrucției Somaliei nu erau justificate. Președintele Sharif Sheikh Ahmed a respins aceste acuzații, declarând că un transfer de 3 milioane de dolari de la Guvernul Omanului fusese utilizat pentru cheltuieli guvernamentale legitime, inclusiv pentru împrumuturi, forțe de securitate și parlament. Ahmed a afirmat, de asemenea, că raportul SEMG a fost „sincronizat să coincidă cu sfârșitul perioadei de tranziție pentru a discredita TFG” și a descris abordarea Grupului de Monitorizare ca fiind nepotrivită pentru pacea și dezvoltarea Somaliei. Biroul prim-ministrului a emis un comunicat în care a catalogat raportul ca fiind înșelător și fals, sugerând că ar putea depune o plângere pentru defăimare dacă unele acuzații nu ar fi retrase.

### Măsuri anticorupție
În 2010, a fost numită o nouă administrație tehnocrată, care a implementat o serie de reforme, inclusiv măsuri pentru combaterea corupției în sectorul public. Potrivit prim-ministrului, miniștrii Cabinetului și-au dezvăluit integral averile și au semnat un cod de etică pentru a spori transparența. A fost înființată o Comisie Anticorupție, cu puterea de a efectua investigații formale și de a revizui deciziile și protocoalele guvernamentale. De asemenea, au fost interzise călătoriile inutile în străinătate ale membrilor guvernului, iar toate deplasările miniștrilor au necesitat aprobarea prim-ministrului.
Un buget pentru cheltuielile federale din 2011 a fost prezentat și aprobat de parlament, cu prioritate acordată plății angajaților din serviciul public. În plus, s-a realizat un audit complet al proprietăților și vehiculelor guvernamentale.
În urma Conferinței despre Somalia de la Londra, din februarie 2012, reprezentanții somalezi și partenerii internaționali au reafirmat planurile existente de a crea un comitet mixt de gestionare financiară pentru a asigura o administrare transparentă a fondurilor somaleze și ale donatorilor. De asemenea, au promis sprijin pentru regiunile stabile din Somalia, convenind să formeze un nou fond destinat rezolvării disputelor locale, creării de locuri de muncă, furnizării de servicii de bază și dezvoltării sectorului guvernamental. Guvernul SUA a anunțat că va face lobby pentru sancțiuni împotriva tuturor părților care împiedică progresul politic al Guvernului Federal de Tranziție al Somaliei, inclusiv măsuri preventive precum interdicții de călătorie și înghețarea activelor.

## Guvernul Federal

### Prezentare generală
Odată cu încheierea mandatului interimar al Guvernului Federal de Tranziție al Somaliei (TFG) pe 20 august 2012, a fost inaugurat Parlamentul Federal al Somaliei, marcând începutul primului guvern central permanent din țară de la debutul războiului civil. Pe 10 septembrie 2012, parlamentul a ales un nou președinte, iar pe 6 octombrie 2012, acesta a numit un nou prim-ministru, ambii fiind nou-veniți în politica somaleză. Pe 13 noiembrie 2012, legislativul a aprobat un nou Cabinet.
În iulie 2013, Grupul de Monitorizare al ONU pentru Somalia și Eritreea (SEMG) a susținut că 80% dintre retragerile de fonduri din Banca Centrală a Somaliei au fost utilizate în scopuri private. Deși au recunoscut că noua conducere națională oferea o oportunitate de schimbare, experții ONU au sugerat că banca funcționa ca un sistem de patronaj pentru oficialii guvernamentali. Guvernatorul nou-numit al Băncii Centrale, Abdisalam Omer, a respins acuzațiile, afirmând că acestea erau o încercare de a discredita instituțiile financiare emergente ale țării. El a explicat că majoritatea fondurilor vizate erau depuse într-un cont al Ministerului Finanțelor, cu asistența reprezentanților PricewaterhouseCoopers (PWC). Guvernul somalez a angajat ulterior auditori independenți pentru a investiga acuzațiile. În septembrie 2013, aceștia au concluzionat că metodologia și concluziile raportului SEMG erau „profund defectuoase și complet nesigure.” Auditorii au recomandat eliminarea acuzațiilor din raport și au cerut Consiliului de Securitate al ONU să sancționeze SEMG pentru nerespectarea standardelor interne ale ONU. În septembrie 2013, Yussur A.F. Abrar a fost numită guvernator al Băncii Centrale, dar a demisionat în noiembrie, invocând interferențe în activitatea instituției și presiuni pentru aprobarea unor tranzacții discutabile. Pe 27 noiembrie 2013, Bashir Isse, un bancher veteran, a fost numit guvernator interimar, iar în aprilie 2014 a fost confirmat ca guvernator permanent.
În iulie 2014, SEMG l-a acuzat pe consilierul prezidențial și antreprenorul Musa Haji Mohamed Ganjab de deturnare a unor fonduri recuperate din activele înghețate ale Somaliei. Ganjab a respins acuzațiile, iar avocatul său a susținut că toate fondurile fuseseră transferate legal în conturile Băncii Centrale din SUA și Turcia.

#### Anularea contractelor
În septembrie 2014, guvernul somalez a anunțat renegocierea sau anularea a nouă contracte importante, la recomandarea Comitetului pentru guvernare financiară. Contractele vizau diverse domenii, inclusiv exploatarea petrolului și operarea porturilor, și includeau acorduri cu firme precum Soma Oil and Gas, (Marea Britanie), Shulman Rogers (SUA) și Favori (Turcia). Contractul cu Shulman Rogers a fost anulat din cauza costurilor ridicate, iar Favori a preluat oficial gestionarea portului Mogadishu.

### Măsuri anticorupție
În mai 2014, Cabinetul federal a adoptat în unanimitate o nouă Lege privind achizițiile publice, concesiunile și dezinvestițiile, pe care ministrul Finanțelor Halane o prezentase. Legea formalizează principiile, procedurile și deciziile referitoare la acordurile încheiate de instituțiile publice și achiziționarea de bunuri, servicii și concesiuni cu fonduri publice. Astfel, aceasta vizează stimularea dezvoltării economice și stabilirea unei fundații pentru guvernanța financiară transparentă, prin eliminarea gestionării defectuoase a fondurilor publice, reducerea monopolurilor și promovarea competitivității în procesul de achiziționare de concesiuni. Legea este menită să reglementeze sectorul financiar public național, să îmbunătățească responsabilitatea și să asigure utilizarea fondurilor publice în conformitate cu scopul lor intenționat. Prin gestionarea adecvată a prețurilor serviciilor și bunurilor, aceasta urmărește, de asemenea, întărirea guvernanței financiare și a instituțiilor prin optimizarea valorilor cheltuielilor publice.
În iulie 2014, Biroul Auditorului General (OAG) a fost deschis oficial în cadrul Ministerului Finanțelor din Mogadishu. Acesta are mandatul de a audita toate instituțiile guvernamentale, inclusiv de a asigura gestionarea adecvată a fondurilor guvernamentale și de a întări transparența și responsabilitatea publică. Printre primele sale inițiative, OAG a conturat reglementări statutare referitoare la responsabilitatea instituțiilor guvernamentale, reglementări care au fost aprobate de Consiliul de Miniștri al Somaliei și așteaptă aprobarea parlamentului.
În septembrie 2014, guvernul somalez a început să utilizeze un nou sistem de recuperare gratuită a activelor, susținut de UNODC și Banca Mondială.
Tot în septembrie 2014, guvernul somalez a lansat o Campanie de Conștientizare Publică pentru a combate și preveni corupția în sectorul public și pentru a întări buna guvernanță. Potrivit directorului proiectului, ministrul Informației Mustaf Ali Duhulow, aceasta va consta într-o serie de programe anticorupție, care vor fi difuzate pe posturi de radio și televiziune, în ziare, pe site-uri web, rețele sociale și diverse alte canale media locale. Inițiativa va difuza anunțuri de interes public destinate cetățeanului obișnuit și va organiza programe cu apeluri telefonice, dezbateri, discuții și evenimente publice. Ministrul a mai menționat că campania de conștientizare publică va fi însoțită de o campanie de educație civică pentru a informa cetățenii despre legislația anticorupție, raportare și aplicare.
Ministerul Finanțelor și Planificării dispune de o serie de politici interne și proceduri destinate să abordeze corupția.

## Sectorul privat
Economia Somaliei este puternic dominată de sectorul informal, în special de creșterea animalelor, remitențe și telecomunicații. International Crisis Group (ICG) subliniază că, deși „sistemul de piață haotic și nereglementat” care a apărut după prăbușirea regimului lui Siad Barre în 1991 este în general considerat ca fiind un factor ce a stimulat spiritul antreprenorial în Somalia, acesta este, de asemenea, parțial responsabil pentru alimentarea corupției. Potrivit ICG și Centrului U4 pentru Resurse Anticorupție, sectorul vibrant al telecomunicațiilor din Somalia este considerat în mod deosebit corupt.

## Notă explicativă
1. ↑  Angola, Benin, Botswana, Burkina Faso, Burundi, Camerun, Capul Verde, Republica Centrafricană, Ciad, Comore, Republica Democratică Congo, Djibouti, Guineea Ecuatorială, Eritreea, Etiopia, Gabon, Gambia, Ghana, Guineea, Guineea-Bissau , Kenya, Lesotho, Republica Congo, Swaziland, Liberia, Madagascar, Malawi, Mali, Mauritania, Namibia, Niger, Nigeria, Rwanda, Sao Tome și Principe, Senegal, Seychelles, Sierra Leone, Somalia, Sudan de Sud, Sudan, Tanzania , Togo, Uganda, Zambia și Zimbabwe.